# چو یونشیا
چو یونشیا (انگلیسی: Qu Yunxia؛ زادهٔ ۲۵ دسامبر ۱۹۷۲) دونده زن اهل چین بود.